# Wojciech Czarnkowski (zm. przed 12 października 1578)
Wojciech Czarnkowski herbu Nałęcz III (zm. przed 12 października 1578 roku) – kasztelan śremski i rogoziński.

## Rodzina
Syn Macieja, kasztelana bydgoskiego i Katarzyny Opalińskiej, córki Piotra, kasztelana lądzkiego. Brat: Andrzeja (1507-1562), biskupa poznańskiego, Piotra (zm. 1591), kasztelana poznańskiego i kaliskiego, Stanisława (zm. 1569/1573), starosty kleckiego, Magdaleny i Barbary.
Studiował w Wittenberdze w 1543 roku, w Lipsku w 1545 roku.
W 1554 roku poślubił Barbarę Górkę, córkę Andrzeja (zm. 1551), kasztelana poznańskiego. Z małżeństwa urodziło się 4 dzieci: Andrzej Czarnkowski (zm. 1618), kasztelan kamieński, nakielski, rogoziński i kaliski, Piotr (zm. 1609), podkomorzy poznański, Stanisław oraz Jan (zm. 1618/1619), kasztelan santocki i międzyrzecki.

## Pełnione urzędy
Od 1557 piastował urząd kasztelana śremskiego. Kasztelanem rogozińskim został mianowany w 1569 roku.
Był starostą kościańskim i babimojskim. Odziedziczył majątek po swej żonie, m.in. Szczebrzeszyn.
Potomkowie Wojciecha sprzedali Szczebrzeszyn Janowi Zamojskiemu W 1593 roku.
Jako gorliwy katolik podpisał za czasów panowania Zygmunta Augusta protestację przeciwko heretykom.
Poseł na sejm piotrkowski 1567 roku z województwa poznańskiego.
W 1573 roku potwierdził elekcję Henryka III Walezego na króla Polski.